# Timothy Bottoms
Timothy James Bottoms (Santa Barbara, 1951. augusztus 30. –) amerikai színész.
Az 1970-es évek folyamán fontos szerepeket kapott a Johnny háborúba megy (1971), Az utolsó mozielőadás (1971) és a Vizsgaláz (1973) című filmekben. Az 1977-es Hullámvasút című bűnügyi filmben negatív főszerepet osztottak rá.
George W. Bush volt amerikai elnököt több alkalommal megformálta, többek között Az én kis Bushom (2001) című szituációs komédiában.

## Fiatalkora
A kaliforniai Santa Barbarában született, a háziasszony Betty és a szobrász James "Bud" Bottoms legidősebb fiaként. Három testvére van, akik mind színészek lettek: Joseph, Sam és Ben Bottoms.
Tanulmányait szülővárosában végezte. Középiskolásként az úszócsapat tagja volt, énekesi és színészi tapasztalatokra ifjúsági színdarabokban tett szert.

## Pályafutása
1971-ben debütált a mozivásznon a Dalton Trumbo regényéből készült Johnny háborúba megy című háborúellenes film címszereplőjeként. Ugyanebben az évben szerepet kapott Az utolsó mozielőadásban is, melyben öccse, Sam is feltűnt. Timothy Bottoms az 1990-es Texasville című folytatásban is visszatért. 1973-ban a Vizsgaláz című vígjáték-drámában egy professzorával szembeszálló Harvard Law School-hallgatót alakított. A Hullámvasút című 1977-es bűnügyi filmben antagonistát, egy terrorista fiatalembert játszott.
1991-ben a Picture This – The Times of Peter Bogdanovich in Archer City, Texas című dokumentumfilm producere volt, mely Az utolsó mozielőadás és a Texasville című Peter Bogdanovich-filmek elkészítését mutatja be.
2001-ben Az én kis Bushom (2001) című szituációs komédiában formálta meg George W. Bush amerikai elnököt. Busht A krokodilvadász – Mentsd a bőröd! (2002) és a 9/11 – A katasztrófa után (2003) című filmekben is eljátszotta.

## Magánélete
1975-ben vette feleségül Alicia Cory folkénekesnőt, egy Bartholomew nevű fiuk született. Három évvel később elváltak. 1984-ben házasodott össze Marcia Moreharttal, akitől három gyermeke született: Bodie, Bridget és Benton.

## Filmográfia

### Film
| Év   | Magyar cím                         | Eredeti cím                               | Szerep                                                  | Magyar hang       |
| ---- | ---------------------------------- | ----------------------------------------- | ------------------------------------------------------- | ----------------- |
| 1971 | Johnny háborúba megy               | Johnny Got His Gun                        | Joe Bonham                                              | Stohl András      |
| 1971 | Az utolsó mozielőadás              | The Last Picture Show                     | Sonny Crawford                                          | Fazekas István    |
| 1973 | Szerelem, vagy amit akartok        | Love and Pain and the Whole Damn Thing    | Walter Elbertson                                        |                   |
| 1973 | Vizsgaláz                          | The Paper Chase                           | Hart                                                    |                   |
| 1974 |                                    | The White Dawn                            | Daggett                                                 |                   |
| 1974 |                                    | The Crazy World of Julius Vrooder         | Vrooder                                                 |                   |
| 1975 |                                    | Operation Daybreak                        | Jan Kubis                                               |                   |
| 1976 |                                    | A Small Town in Texas                     | Poke Jackson                                            |                   |
| 1977 | Hullámvasút                        | Rollercoaster                             | fiatal férfi                                            | Bozsó Péter       |
| 1978 |                                    | The Other Side of the Mountain Part 2     | John Boothe                                             |                   |
| 1979 | Hurrikán                           | Hurricane                                 | Jack Sanford                                            | Kaszás Attila     |
| 1981 |                                    | The High Country                          | Jim                                                     |                   |
| 1983 |                                    | Tin Man                                   | Casey                                                   |                   |
| 1983 |                                    | Hambone and Hillie                        | Michael Radcliffe                                       |                   |
| 1984 | A kérdezőbiztos                    | The Census Taker                          | Pete                                                    | Láng Balázs       |
| 1984 |                                    | What Waits Below                          | Elbert Stevens őrnagy                                   |                   |
| 1985 |                                    | Serpiente de Mar                          | Pedro Fontán                                            |                   |
| 1986 |                                    | In the Shadow of Kilimanjaro              | Jack Ringtree                                           |                   |
| 1986 | Támadók a Marsról                  | Invaders from Mars                        | George Gardner                                          | Rátóti Zoltán     |
| 1986 | A titokzatos telefonáló            | The Fantasist                             | Danny Sullivan                                          |                   |
| 1987 | Kato, a sötétség fejedelme         | Mio min Mio                               | A király                                                |                   |
| 1988 | Végzetes éjszaka                   | The Drifter                               | Arthur                                                  | Kautzky Armand    |
| 1989 | Visszatérés a Kwai folyóhoz        | Return from the River Kwai                | Miller                                                  | Rosta Sándor      |
| 1989 | A becsületbeli ügy                 | A Case of Honor                           | Joseph 'Hard' Case őrmester                             | Kassai Károly     |
| 1989 | Isztambul                          | Istanbul                                  | Frank                                                   | Rosta Sándor      |
| 1990 |                                    | Texasville                                | Sonny Crawford                                          |                   |
| 1993 | A bűvös sziget                     | Digger                                    | Sam Corlett                                             | Haás Vander Péter |
| 1994 | Kék ég                             | Blue Sky                                  | cowboy (stáblistán nem szerepel)                        |                   |
| 1994 | Ellopott elefánt                   | Ava's Magical Adventure                   | Slayton                                                 | Kassai Károly     |
| 1994 |                                    | Ill Met by Moonlight                      | Egeus                                                   |                   |
| 1994 |                                    | Horses and Champions                      | Ben Choice                                              |                   |
| 1995 | Szuperhekus kutyabőrben            | Top Dog                                   | Nelson Houseman                                         |                   |
| 1995 | Hasfelmetsző                       | Ripper Man                                | Charles Walkan                                          | Rosta Sándor      |
| 1995 | Homokóra                           | Hourglass                                 | Jurgen Brauner                                          |                   |
| 1995 |                                    | Desperate Obsession                       | ismeretlen szerep                                       |                   |
| 1996 | Magányos tigris                    | Lone Tiger                                | Marcus                                                  | Orosz István      |
| 1996 |                                    | Total Force                               | Drake                                                   |                   |
| 1996 |                                    | Uncle Sam                                 | Donald Crandall                                         |                   |
| 1996 |                                    | Ringer                                    | Clay                                                    |                   |
| 1996 |                                    | The Prince                                | John                                                    |                   |
| 1997 |                                    | Total Force 2                             | John Drake hadnagy                                      |                   |
| 1997 |                                    | Tiger                                     | Larry                                                   |                   |
| 1997 |                                    | Mr. Atlas                                 | Phillip Frodden                                         |                   |
| 1998 | A vasálarcos                       | The Man in the Iron Mask                  | Fouquet                                                 |                   |
| 1998 |                                    | Mixed Blessings                           | Carl Weaver                                             |                   |
| 1998 |                                    | Diamondbacks                              | Ed Williams                                             |                   |
| 1998 |                                    | The Waterfront                            | Salvatore Solleto                                       |                   |
| 1998 |                                    | No Rest for the Wicked                    | Jeremy atya                                             |                   |
| 1999 | Szörfös és királyfi                | The Prince and the Surfer                 | Johnny Canty (stáblistán nem szerepel)                  |                   |
| 1999 |                                    | The Boy with the X-Ray Eyes               | John Carver                                             |                   |
| 2000 |                                    | Black Sea 213                             | Dean                                                    |                   |
| 2000 |                                    | The Hiding Place                          | Jack                                                    |                   |
| 2000 | A túszok ára                       | Held for Ransom                           | Fred Donovan                                            | Rosta Sándor      |
| 2002 | A krokodilvadász – Mentsd a bőröd! | The Crocodile Hunter: Collision Course    | George W. Bush elnök (stáblistán nem szerepel)          |                   |
| 2003 | Elefánt                            | Elephant                                  | Mr. McFarland                                           | Holl Nándor       |
| 2003 |                                    | The Entrepreneurs                         | Rotunno                                                 |                   |
| 2004 | Szüzet szüntess!                   | The Girl Next Door                        | Mr. Kidman                                              | Rosta Sándor      |
| 2004 |                                    | Paradise                                  | Francis / Douglas / Henry / Patricia apja / Alan idősen |                   |
| 2004 |                                    | Pocket Angel                              | Samuel                                                  |                   |
| 2005 | Út a paradicsomba                  | Paradise, Texas                           | Mack Cameron                                            | Harmath Imre      |
| 2007 |                                    | Shanghai Kiss                             | Adelaide apja                                           |                   |
| 2007 |                                    | Along the Way                             | Michael McCaffery                                       |                   |
| 2008 |                                    | Chinaman's Chance: America's Other Slaves | Thomas                                                  |                   |
| 2008 | Parasomnia                         | Parasomnia                                | Dr. Emil Corso                                          |                   |
| 2009 | A vadon szava 3D                   | Call of the Wild                          | Heep                                                    | Tarján Péter      |
| 2009 | A pokoli sziget rabjai             | The Land That Time Forgot                 | Burroughs százados                                      | Berzsenyi Zoltán  |
| 2010 | A lányok nem angyalok              | Pound of Flesh                            | Cameron Morris                                          |                   |
| 2011 |                                    | Hello Stranger                            | seriff                                                  |                   |
| 2012 |                                    | 1 Nighter                                 | Louie                                                   |                   |
| 2012 |                                    | Realm of the Mole Men                     | Willy                                                   |                   |
| 2016 |                                    | Welcome to the Men's Group                | Larry                                                   |                   |
| 2019 |                                    | The Shed                                  | Ellis                                                   |                   |
| 2020 |                                    | Tar                                       | Barry Greenwood                                         |                   |

### Televízió
| Év        | Magyar cím                               | Eredeti cím                                | Szerep                  | Megjegyzések                                                         |
| --------- | ---------------------------------------- | ------------------------------------------ | ----------------------- | -------------------------------------------------------------------- |
| 1972      |                                          | Look Homeward, Angel                       | Eugene Gant             | tévéfilm                                                             |
| 1976      |                                          | The Story of David                         | Dávid                   | tévéfilm                                                             |
| 1976      |                                          | The Moneychangers                          | Miles Eastin            | minisorozat (4 epizód)                                               |
| 1978      | Háromkirályok ajándéka                   | The Gift of Love                           | Rudi Miller             | - tévéfilm - magyar hangja: - Szakácsi Sándor                        |
| 1979      |                                          | A Shining Season                           | John Baker              | tévéfilm                                                             |
| 1980      | A szökés                                 | Escape                                     | Dwight Worker           | - tévéfilm - magyar hangja: - Sinkovits-Vitay András - Széles László |
| 1981      | Édentől Keletre                          | East of Eden                               | Adam Trask              | minisorozat (3 epizód)                                               |
| 1984      | A szeretet mindenek előtt                | Love Leads the Way: A True Story           | Morris Frank            | tévéfilm                                                             |
| 1986      | Perry Mason – A megszállott nővér esete  | Perry Mason: The Case of the Notorious Nun | Thomas O'Neil atya      | tévéfilm                                                             |
| 1987      |                                          | The Hitchhiker                             | Peter                   | 1 epizód                                                             |
| 1987      |                                          | Island Sons                                | Tim Faraday             | tévéfilm                                                             |
| 1988      | Alkonyzóna                               | The Twilight Zone                          | Miley Judson            | 1 epizód                                                             |
| 1989      |                                          | Freddy's Nightmares                        | Mr. Franklin            | 1 epizód                                                             |
| 1990      | Ray Bradbury színháza                    | The Ray Bradbury Theater                   | Driscoll                | 1 epizód                                                             |
| 1991–1992 |                                          | Land of the Lost                           | Tom Porter              | főszereplő (26 epizód)                                               |
| 1995      |                                          | 500 Nations                                | ismeretlen szinkronhang | minisorozat (3 epizód)                                               |
| 1995      |                                          | Yakuza Connection                          | Ward Derderian          | tévéfilm                                                             |
| 1995      |                                          | Personal Vendetta                          | Zach Blackwell          | tévéfilm                                                             |
| 1996      |                                          | Death Game                                 | Jack                    | tévéfilm                                                             |
| 2000      |                                          | Murder Seen                                | Stepnoski nyomozó       | tévéfilm                                                             |
| 2000      |                                          | Gideon's Crossing                          | Chuck tiszteletes       | 2 epizód                                                             |
| 2001      | Az én kis Bushom                         | That's My Bush!                            | George W. Bush          | főszereplő (8 epizód)                                                |
| 2002      | Azok a 70-es évek show                   | That '70s Show                             | Cole igazgatóhelyettes  | 1 epizód                                                             |
| 2003      | 9/11 – A katasztrófa után                | DC 9/11: Time of Crisis                    | George W. Bush elnök    | tévéfilm                                                             |
| 2004      | A normandiai partraszálláshoz vezető út  | Ike: Countdown to D-Day                    | Walter Bedell Smith     | - tévéfilm - magyar hangja: - Berzsenyi Zoltán                       |
| 2004      | NCIS                                     | NCIS: Naval Criminal Investigative Service | Ritt Everett            | 1 epizód                                                             |
| 2005      | Fedőneve: Jane Doe - A látszat néha csal | Jane Doe: Now You See It, Now You Don't    | Clarence                | tévéfilm                                                             |
| 2005      |                                          | Vampire Bats                               | Hank Poelker            | tévéfilm                                                             |
| 2005      | A Grace klinika                          | Grey's Anatomy                             | Carl Murphy             | 1 epizód                                                             |
| 2006      | Ámítás                                   | Deceit                                     | Martin Ford             | tévéfilm                                                             |
| 2007      | Dirt: A hetilap                          | Dirt                                       | Gibson Horne            | 2 epizód                                                             |
| 2007      | Lebilincselő karácsony                   | Holiday in Handcuffs                       | Dad Chandler            | - tévéfilm - magyar hangja: - Incze József                           |
| 2008      | Baljós sejtés                            | Deadly Suspicion                           | Carl Lovett seriff      | tévéfilm                                                             |
| 2008      | Magányos lovas balladája                 | Lone Rider                                 | Gus                     | tévéfilm                                                             |
| 2009      | Eltitkolt kötelék                        | Bound by a Secret                          | Will Hutchinson         | tévéfilm                                                             |
| 2010      | Doktor Addison                           | Private Practice                           | Irwin                   | 1 epizód                                                             |
| 2012      | A vegasi esküvő                          | I Married Who?                             | Mike Swift              | tévéfilm                                                             |
| 2013      | A híd                                    | The Bridge                                 | Arliss Froome           | 1 epizód                                                             |
| 2014      |                                          | Sweet Surrender                            | Jerry apja              | tévéfilm                                                             |
| 2015      |                                          | How Not to Propose                         | Rick                    | tévéfilm                                                             |

## Fordítás
- Ez a szócikk részben vagy egészben  a   Timothy Bottoms című angol Wikipédia-szócikk ezen változatának fordításán alapul.  Az eredeti cikk szerkesztőit annak laptörténete sorolja fel. Ez a jelzés csupán a megfogalmazás eredetét és a szerzői jogokat jelzi, nem szolgál a cikkben szereplő információk forrásmegjelöléseként.